# DAホールディングス
株式会社DAホールディングスは、東京都港区に本社を置く持株会社。傘下に不動産投資顧問事業や投資事業などを行う子会社を持つ。
不動産ファンドブームの象徴的存在。リーマン・ショック後の2010年6月1日付で上場廃止した。

## 沿革
- 1998年（平成10年）
  - 8月14日 - 金子修が、欧米型不動産投資顧問業を目的としてダヴィンチ・アドバイザーズ・ジャパン株式会社を東京都港区西麻布一丁目3番4号に設立。資本金1,000万円。
  - 11月 - 東京都新宿区新宿一丁目5番1号に本社移転。
- 2000年（平成12年）
  - 1月 - 株式会社ダヴィンチ・アドバイザーズに社名変更。
  - 11月 - 東京都中央区東日本橋二丁目24番14号に本社移転。
- 2001年（平成13年）12月18日 - 大阪証券取引所のナスダック・ジャパン市場（現・ジャスダック）に上場。公募増資を行い、資本金を12億2,250万円に増資。
- 2003年（平成15年）
  - 3月 - 事業内容に投資事業を追加。
  - 11月 - 東京都中央区銀座六丁目2番1号に本社移転。
- 2004年（平成16年）7月 - 資本金を23億8,587万5000円に増資。
- 2008年（平成20年）7月1日 - 完全子会社である株式会社ダヴィンチ・アドバイザーズ（現・DAインベストメンツ）に事業分割し、株式会社ダヴィンチ・ホールディングスに商号変更。持株会社体制へ移行。
- 2009年（平成21年）
  - 7月1日 - 株式会社ダヴィンチ・セレクト（DAオフィス投資法人の運用会社）を大和証券グループ本社に34億円で売却。
  - 12月28日 - 株式会社ダヴィンチ・リアルティ（不動産投資事業会社）をKTMI株式会社に14万604円で売却。
- 2010年（平成22年）
  - 2月 - 2009年12月期末決算を発表。263億91百万円の連結最終赤字を計上し、約110億円の債務超過に転落した。
  - 6月1日 - 株価の基準が上場基準を満たさなくなったため、上場廃止。
- 2011年（平成23年）
  - 3月 - 東京都港区六本木六丁目10番1号に本社移転。
  - 6月 - 資本金を1億円に減資。
- 2015年（平成27年）5月 - 東京都千代田区有楽町一丁目7番1号に本社移転。
- 2016年（平成28年）
  - 3月 - 株式会社ロジコム（現・LCホールディングス）と資本業務提携。ロジコムは筆頭株主であった金子修らから29%の株式を取得。
  - 6月 - 子会社の株式会社リータが、株式会社ロジコムの子会社であったロジコムリアルエステート株式会社の全株式を取得。
- 2017年（平成29年）4月 - 株式会社DAホールディングスに商号変更。本社を現在地に移転。

## 主要子会社
- 株式会社DAインベストメンツ（不動産投資顧問、アセットマネジメント）
- ロジコムリアルエステート株式会社